# تپه شاه‌آباد
تپه شاه آباد مربوط به هزاره اول قبل از میلاد است و در شهرستان مانه و سملقان، روستای کربک واقع شده و این اثر در تاریخ ۲۳ فروردین ۱۳۴۶ با شمارهٔ ثبت ۷۱۸ به‌عنوان یکی از آثار ملی ایران به ثبت رسیده است.